# Caradon Hill
Caradon Hill är en kulle i Storbritannien.   Den ligger i grevskapet Cornwall och riksdelen England, i den södra delen av landet, 300 km väster om huvudstaden London. Toppen på Caradon Hill är 370 meter över havet, eller 70 meter över den omgivande terrängen. Bredden vid basen är 1,3 km. Caradon Hill ingår i Hingston Down.
Terrängen runt Caradon Hill är platt söderut, men norrut är den kuperad.Runt Caradon Hill är det ganska tätbefolkat, med 120 invånare per kvadratkilometer. Närmaste större samhälle är Liskeard, 6,6 km söder om Caradon Hill. Trakten runt Caradon Hill består i huvudsak av gräsmarker.